# Vera Mitchourina-Samoïlova
Véra Arkadievna Mitchourina-Samoïlova (Ве́ра Арка́дьевна Мичу́рина-Само́йлова, née le 5/17 mai 1866 à Saint-Pétersbourg et morte le 2 novembre 1948 à Léningrad, est une actrice russe de théâtre. Elle a été nommée artiste du Peuple d'URSS en 1939 et a reçu le Prix Staline de 1re classe en 1943 et l'Ordre de Lénine en 1946.

## Biographie
Véra Mitchourina-Samoïlova naît dans une famille d'artistes du théâtre : elle est la nièce de l'actrice Nadejda Samoïlova, auprès de qui elle apprend le métier, et la fille de l'actrice Véra Vassilievna Samoïlova. Elle prend le nom de son père (Arkadi Mitchourine) et de sa mère comme nom de scène. Son emploi au théâtre est celui de « dame du monde ».
Elle entre dans la troupe du théâtre Alexandra de Saint-Pétersbourg en 1886 (devenu entre 1920 et 1991, le théâtre académique d'État Pouchkine de Léningrad). Après 1918, elle devient l'une des dirigeantes de l'école de théâtre auprès du théâtre Alexandra (Pouchkine). Pendant le blocus de Léningrad, où plus d'un million d'habitants meurent de faim, et le reste de la Grande Guerre patriotique, elle n'est pas évacuée et demeure à Léningrad. Elle continue à assurer son travail. Elle reçoit le prix Staline de 1re classe en 1943 avec une dotation de cent mille roubles qu'elle donne au fonds de la défense de Léningrad.
Elle publie ses mémoires par un premier recueil sous le titre de Un demi-siècle sur la scène du théâtre Alexandra («Полвека на сцене Александринского театра») en 1935 et un second en 1946 intitulé Soixante ans consacrés à l'art («Шестьдесят лет в искусстве») où elle décrit aussi le terrible siège de Léningrad.
Véra Mitchourina-Samoïlova meurt le 2 novembre 1948 à Léningrad et est enterrée au cimetière Tikhvine du monastère Saint-Alexandre-Nevski.

## Quelques rôles

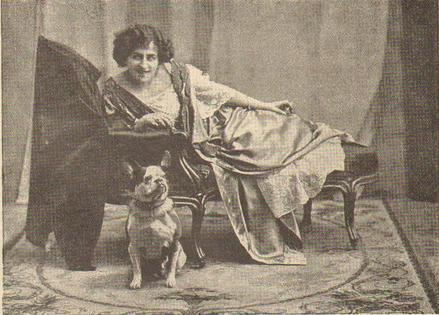
Véra Mitchourina-Samoïlova et son bouledogue français.

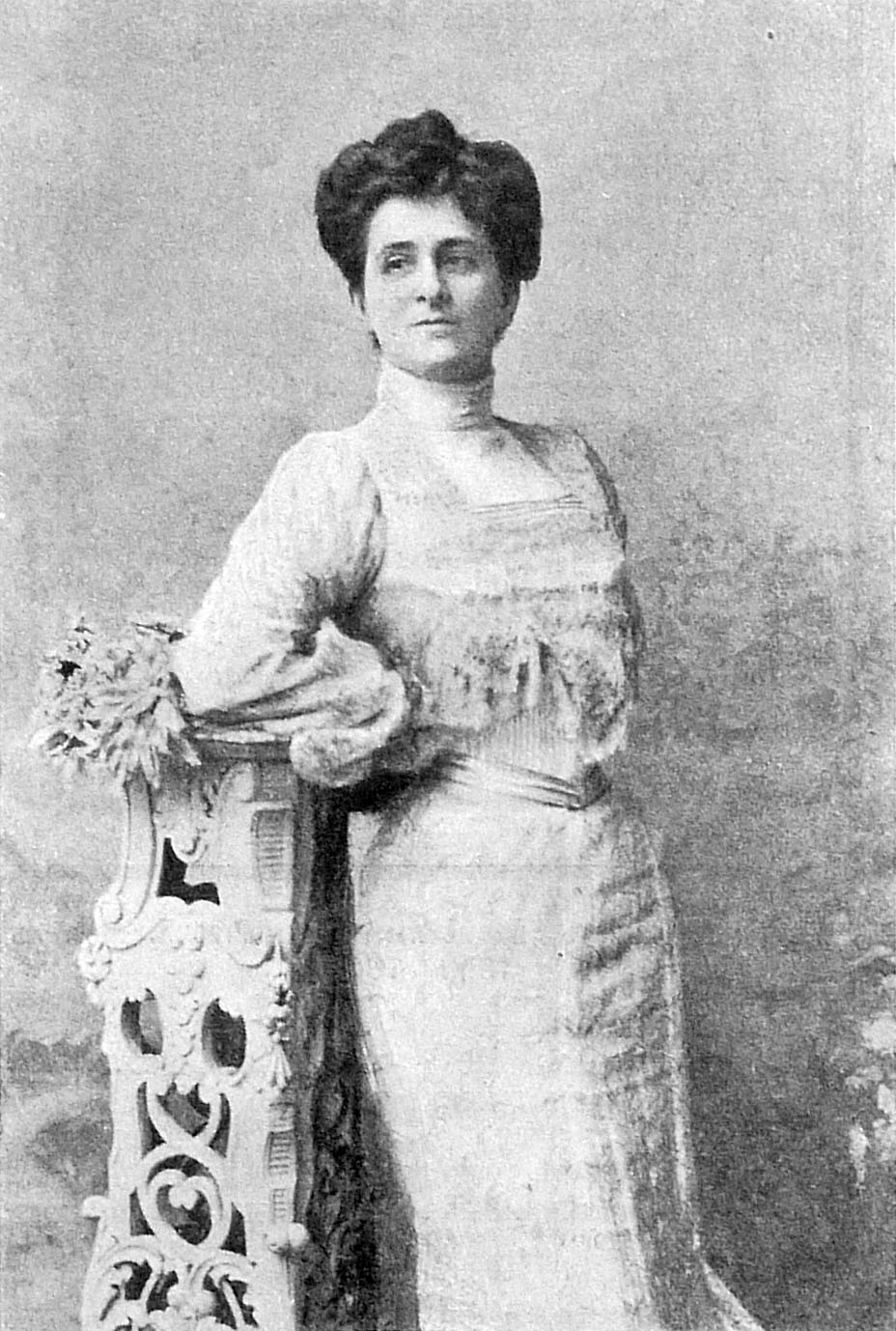
Véra Mitchourina-Samoïlova en 1912.

- 1886 — La Pskovienne de Lev Meï : Véra (début)
- 1893 —Lumière sans chaleur d'Alexandre Ostrovski : Anna Reniova
- 1896 — Emilia Galotti de Lessing : la comtesse Orsina
- 1897 — Le Marchand de Venise de Shakespeare : Portia
- 1900 — Cabale et Amour de Schiller : Lady Milford
- 1916 — Un mois à la campagne de Tourgueniev : Natalia Petrovna
- Une seconde jeunesse de Névéjine : Téléguina
- La Cerisaie de Tchekhov : Lioubov Andreïevna Ranevskaïa
- Le Malheur d'avoir trop d'esprit de Griboïedov : Sophia
- Fromont jeune et Risler aîné d'Adolphe Belot d'après Alphonse Daudet : Sidonie
- Vieux tempérament («Старый закал») d'Alexandre Ioujine : Véra
- La Provinciale («Провинциалка») de Tourgueniev : Daria Ivanovna
- 1923 — Un mari idéal d'Oscar Wilde : Mrs Cheveley
- 1928, 1941 — Le Malheur d'avoir trop d'esprit de Griboïedov : Khliostova
- 1928 — Les Fruits de la science («Плоды просвещения») de Tolstoï : Anna Pavlovna Zvezdintseva
- 1929 — Le Pont de feu de Boris Romachov : Xénia Mikhaïlovna
- 1933 — Les Ennemis de Maxime Gorki : Polina Bardina
- 1934 — Les Combattants de Boris Romachov : Lentchitskaïa
- 1936 — La Forêt d'Alexandre Ostrovski : Raïssa Pavlovna Gourmyjskaïa
- La Fille sans dot  d'Alexandre Ostrovski : Larissa Dmitrievna Ogoudalova
- Le Rêve de l'oncle d'après Dostoïevski : Maria Alexandrovna

## Publications
- Мичурина-Самойлова В. А., Полвека на сцене Александринского театра [Un demi-siècle au théâtre Alexandra], Léningrad, 1935, 269 pages.
- Мичурина-Самойлова В. А., Шестьдесят лет в искусстве. LX [Soixante ans consacrés à l'art], Léningrad-Moscou, éd. «Искусство», 1946, 225 pages.